# Arichanna luciguttata
Arichanna luciguttata är en fjärilsart som beskrevs av W. Warren 1893. Arichanna luciguttata ingår i släktet Arichanna och familjen mätare. Inga underarter finns listade i Catalogue of Life.